# 조줄
조줄(曹窋, ? ~ 기원전 161년)은 중국 전한 초기의 관료로, 사천군 패현(沛縣) 사람이다. 고조의 공신 조참의 아들이며, 어사대부를 지냈다. 작위는 평양후, 시호는 정(靖)으로 평양정후(平陽靖侯)다.

## 생애
중대부를 지내다가, 혜제 시절에 승상이 된 아버지가 정무를 다스리지 않자 괴이하게 여긴 혜제의 명으로 아버지에게 간언했다가 매 2백 대를 맞았다. 아버지가 죽자 혜제 6년(기원전 189년)에 평양후를 습작했다.
여태후 4년(기원전 184년)에 임오를 대신해 어사대부가 됐고, 여태후 8년(기원전 180년)에 여씨 일족이 몰락하면서 면직됐다. 평양후가 된 지 29년 만인 기원전 161년에 죽어 아들 조기가 습작했다.